# Johann Friedrich von Pfeiffer
Johann Friedrich von Pfeiffer (ur. w 1718 w Berlinie, zm. 5 marca 1787 w Moguncji). Jeden z najbardziej znanych niemieckich merkantylistów, kameralistów i policystów.
Urodził się w 1718 w rodzinie pruskiego kontrolera domeny królewskiej. Zasłużył się dla rozwoju państwa pruskiego. Był także teoretykiem ekonomii państwa absolutnego. W służbie pruskiej do 1750 założył około 105 wsi, w ramach fryderycjańskiej polityki zasiedlania marchii brandenburskiej. Potem działał w różnych małych państwach niemieckich. Od 1778 do 1781 pracował w Hanau (na terenie dzisiejszej Hesji) nad podniesieniem rolnictwa i przemysłu manufakturowego.
Napisał wiele dzieł z różnych dziedzin: finansów, leśnictwa, hodowli jedwabników, a nawet koksowaniu węgla kamiennego. W 1784 ukazało się jego sześciotomowe dzieło: "Berichtigungen berühmter Staats-, Finanz-, Polizei-, Cameral-, Commerz- und ökonomischer Schriften dieses Jahrhunderts".
W tym samym roku został profesorem nowo - utworzonej katedry kameralistyki na uniwersytecie w Moguncji. Pfeiffer przewidział wówczas program studiów obejmujący historię, prawo naturalne, matematykę stosowaną, prawo, statystykę, chemię, rolnictwo i leśnictwo, finanse, handel i rachunkowość. Celem tak zakreślonej koncepcji kameralistyki było nie tylko umocnienie władzy państwowej poprzez polepszenie gospodarki, ale wprowadzenie zasady poszanowania prawa w stosunki wewnętrzne oraz zewnętrzne między państwami z potępieniem wojen agresywnych.

## Dzieła
- "Der teutsche Seiden-Bau aus Liebe zur Wahrheit zum Druck befördet", Berlin 1748 ("Niemiecka hodowla jedwabników z miłości do prawdy do druku podana").
- "Entdecktes, allgemein brauchbares Verbesserungsmittel der Steinkohlen und des Torfes; nebst der Benutzungsart aller daraus zu ziehenden Produkte; als eine Ergänzung der Steinkohlen- und Torfsgeschichte", Mannheim 1777.
- "Geschichte der Steinkohlen und des Torfs", Mannheim 1775 ("Historia węgla kamiennego i torfu").
- "Vermischte Verbeßrungsvorschläge und freie Gedanken über verschiedene, den Narungszustand, die Bevölkerung und Staatswirtschaft der Deutschen, betreffende Gegenstände", Frankfurt am Main 1778.
- "Lehrbegrif sämmtlicher oeconomischer und Cameralwissenschaften, Mannheim 1778

Natuerliche, aus dem Endzweck der Gesellschaft entstehende allgemeine Polizeiwissenschaft", Frankfurt am Main 1779.
- "Die Manufacturen und Fabricken Deutschlands: nach ihrer heutigen Lage betrachtet und mit allgemeinen Vorschlagen zu ihren vorzuglichsten Verbesserungs Mitteln begleitet", Frankfurt am Main 1780 ("Manufaktury i fabryki Niemiec: wedle ich obecnego położenia opisane i z ogólnymi propozycjami środków ich wybornego ulepszenia wyprowadzone").
- "Der Antiphysiocrat oder umständliche Untersuchung des sogenannten physiocratischen Systems, vermöge welchem eine allgemeine Freiheit und einzige Auflage auf den reinen Ertrag der Grundstücke die Glückseligkeit aller Staaten ausmachen soll", Frankfurt am Main 1780.
- "Grundriss der Forstwissenschaft, zum Gebrauche dirigirender Forst- und Kameralbedienten", Mannheim 1781 ("Zarys leśnictwa do użytku służby leśnej i kameralnej").
- "Grundriß der Finanzwissenschaft nebst einem Anhang über die Unausführbarkeit des physiokratischen Systems", Frankfurt am Main 1781 ("Zarys nauki finansów wraz z dodatkiem o niewykonalności systemu fizjokratów").
- "Grundriss der Staatswirtschaft zur Belehrung und Warnung angehender Staatswirte", Frankfurt am Main 1782 ("Zarys ekonomii politycznej dla pouczenia i ostrzeżenia początkujących rządzących").
- "Grundsaetze der Universal-Kameral-Wissenschaft oder deren 4 wichtigsten Saeulen, naemlich d. Staats Regierungskunst, d. Polizeiwiss., d. allg. Staatsoekonomie u. d. Finanzwiss.", część 1 - 2, Frankfurt am Main 1783 ("Zasady powszechnej nauki kameralistyki albo o jej czterech najważniejszych filarach, czyli: sztuki rządzenia państwem, policystyki, ogólnej ekonomii politycznej i nauki o finansach").
- "Berichtigungen berühmter Staats-, Finanz-, Policei-, Cameral-, Commerz- und ökonomischer Schriften dieses Jahrhunderts", t. 1 - 6, Frankfurt a Main 1784.
- "Prüfung der beträchtlichsten Verbesserungsvorschläge zur Vermehrung der Glückseligkeit und Macht Deutschlands", Frankfurt - Moguncja 1786.
- "Grundsätze und Regeln der Staatswirtschaft", Moguncja 1787 ("Zasady i reguły ekonomii politycznej").